# Nanoarchaeota
Nanoarchaeota ist ein Phylum (Stamm) von Archaeen, der meist als zur Gruppe der DPANN-Archaea gehörig angesehen wird. Die erste entdeckte Art dieser Gruppe ist Nanoarchaeum equitans, entdeckt von Huber et al. 2002 in einer Hydrothermalquelle nahe der Küste Islands. Im Jahr 2013 erschien einen Bericht über die Entdeckung einer zweiten Vertreters der Nanoarcheota, Nanobsidianus stetteri. Es handelt sich um Symbionten (oder auch Parasiten) anderer Archaeen. Mitglieder der Nanoarchaeota sind Ektosymbionten verschiedener Crenarchaeota wie z. B. Acidilobus sp. 7A, Sulfolobales archaeon Acd1 und Ignicoccus hospitalis.
Ihr Status als einziges Mitglied eines eigenen Phylums ist jedoch umstritten, da es sich tatsächlich um eine hochspezialisierte Gruppe handeln könnte, die aus der Ordnung Thermococcales innerhalb der Euryarchaeota hervorgegangen ist.
Eine erste Prüfung der 16S-rRNA-Sequenz von Nanoarchaeum equitans zeigte zwar eine höchstwahrscheinliche Zugehörigkeit zu den Archaeen an. Die Unterschiede dieser Sequenz mit denen der Euryarchaeota und Crenarchaeota sind aber etwa gleich groß wie der Unterschied zwischen diesen beiden Gruppen.
Daher hatte man dieser Spezies ein eigenes neues Phylum, Nanoarchaeota, zugewiesen.
Ein späterer Vergleich anderer Gensequenzen, die nicht für ribosomale RNA (rRNA) stehen, deutete aber darauf hin, dass Nanoarchaeum equitans (und damit die Gruppe der Nanoarchaeota) möglicherweise doch zu den Euryarchaeota gehört.
Einzelne unten aufgeführte Mitglieder werden teilweise allerdings davon abweichend auch zu den Thermoprotei (Crenarchaeota) gestellt.

## Etymologie
Die Bezeichnung „Nanoarchaeota“ leitet sich ab von altgriechisch νᾶνος nános, deutsch ‚Zwerg‘, ‚Winzling‘ (vgl. Nanometer), der Mittelteil verweist auf Organismen aus der Domäne der Archaeen, der Suffix ‚-ota‘ bezeichnet Phyla (Abteilungen/Stämme). 
Die erste bekannte Gattung dieses Phylums ist Nanoarchaeum mit Nanoarchaeum equitans.

## Systematik
Die gegenwärtig (Stand Februar 2022) akzeptierte Taxonomie basiert im Wesentlichen auf folgenden Quellen:
- L – List of Prokaryotic Names with Standing in Nomenclature (LPSN)[3]
- N – National Center for Biotechnology Information (NCBI, Taxonomy Browser),[4]

Diese sieht die Nanoarchaeota zusammen mit den Parvarchaeota (beides Mitglieder der heute als paraphyletisch angesehenen ARMAN-Gruppe) als Mitglieder der DPANN-Archaeen.
Vertreter in doppelten Anführungszeichen sind noch nicht vollgültig taxonomisch beschrieben:
Phylum: „Nanoarchaeota“ Huber et al. 2002 (L,N)
- Klasse „Candidatus Nanoarchaeia“ Vázquez-Campos et al. 2021 (L,N)
  - Ordnung „Nanoarchaeales“ Huber et al. 2011 (L,N) – laut LPSN nicht der Klassen Nanoarchaeia zugeordnet
    - Familie „Nanoarchaeaceae“ Huber et al. 2011 (L,N)
      - Gattung „Nanoarchaeum“ Huber et al. 2002 (L,N), früher auch „Microarchaeum“ (N)
        - Spezies „Nanoarchaeum equitans“ Huber et al. 2002 (L,N)
        - Stämme, die mögliche weitere Spezies der Gattung „Nanoarchaeum“ darstellen.[14]

    - Familie „Nanopusillaceae“ Huber et al. 2011 (N)[15]
– laut LPSN gehören die Mitglieder zu verschiedenen Ordnungen der Thermoprotei[11]
      - Gattung „Candidatus Nanobsidianus“ Castelle et al. 2015 (L,N)
– laut LPSN zur Ordnung Sulfolobales (Thermoprotei)
        - Spezies „Candidatus Nanobsidianus stetteri“ Castelle et al. 2015 (L,N) bzw. Munson-McGee et al. 2015, inkl. Candidatus Nanopusillus sp. Nst1 (N)[6][7]

      - Gattung „Candidatus Nanopusillus“ Wurch et al. 2016 (N)
        - Spezies „Candidatus Nanopusillus acidilobi“ Wurch et al. 2016 (L,N) inkl. Nanoarchaeota archaeon 7A (N)
– laut LPSN zur Familie Desulfurococcaceae (Ordnung Desulfurococcales der Thermoprotei)
        - Spezies Candidatus Nanopusillus sp. CESUR00123 (N)
        - Spezies Candidatus Nanopusillus sp. Marseille-Q6268 (N)

  - Ordnung „Candidatus Tiddalikarchaeales“ Vázquez-Campos et al. 2021 (L,N)
    - Familie „Candidatus Tiddalikarchaeaceae“ Vázquez-Campos et al. 2021 (L,N)
      - Gattung „Candidatus Tiddalikarchaeum“ Vázquez-Campos et al. 2021 (L,N)
        - Spezies „Candidatus Tiddalikarchaeum anstoanum“ Vázquez-Campos et al. 2021 (L,N)
- Gattungen innerhalb der „Nanoarchaeota“ ohne Familien-, Ordnungs- oder Klassenzuweisung
  - Gattung „Candidatus Nanoclepta“ St. Johns et al. 2019 (N)
    - Spezies „Candidatus Nanoclepta minuta“ St. Johns et al. 2019 (N)
- Stämme, die mögliche weitere Spezies des Phylums „Nanoarchaeota“ darstellen.[16] Beispiel:
  - Spezies Nanoarchaeota archaeon Gua-46 (N) – Guaymas-Becken, Golf von Kalifornien (N)[17]

## Verbreitung
Seit der Entdeckung der Nanoarchaeota haben sich viele Hinweise darauf angesammelt, dass diese Archaeen neben hydrothermalen Meeresquellen verschiedene weitere Lebensräume bewohnen. 
Bei der Untersuchung von Primern für das 16S-rRNA-Gen von N. equitans wurde gezeigt, dass diese Art in terrestrischen Thermalquellen sowie in mesophilen Lebensräumen mit erhöhtem Salzgehalt weit verbreitet ist. 
rRNA-Gensequenzen von N. equitans wurden auch in Wasserproben aus der euphotischen Zone auch in beträchtlicher Entfernung von Hydrothermalquellen gefunden.
Offenbar leben Nanoarchaeota bei unterschiedlichen Temperaturen und in geochemisch unterschiedlichen Umgebungen.